# Chloromerus varians
Chloromerus varians är en tvåvingeart som beskrevs av Malloch 1927. Chloromerus varians ingår i släktet Chloromerus och familjen fritflugor. Inga underarter finns listade i Catalogue of Life.